# Proteuxoa tortisigna
Espèce
Proteuxoa tortisigna est une espèce de lépidoptères nocturnes de la famille des Noctuidae.
On la trouve en Australie.

## Galerie

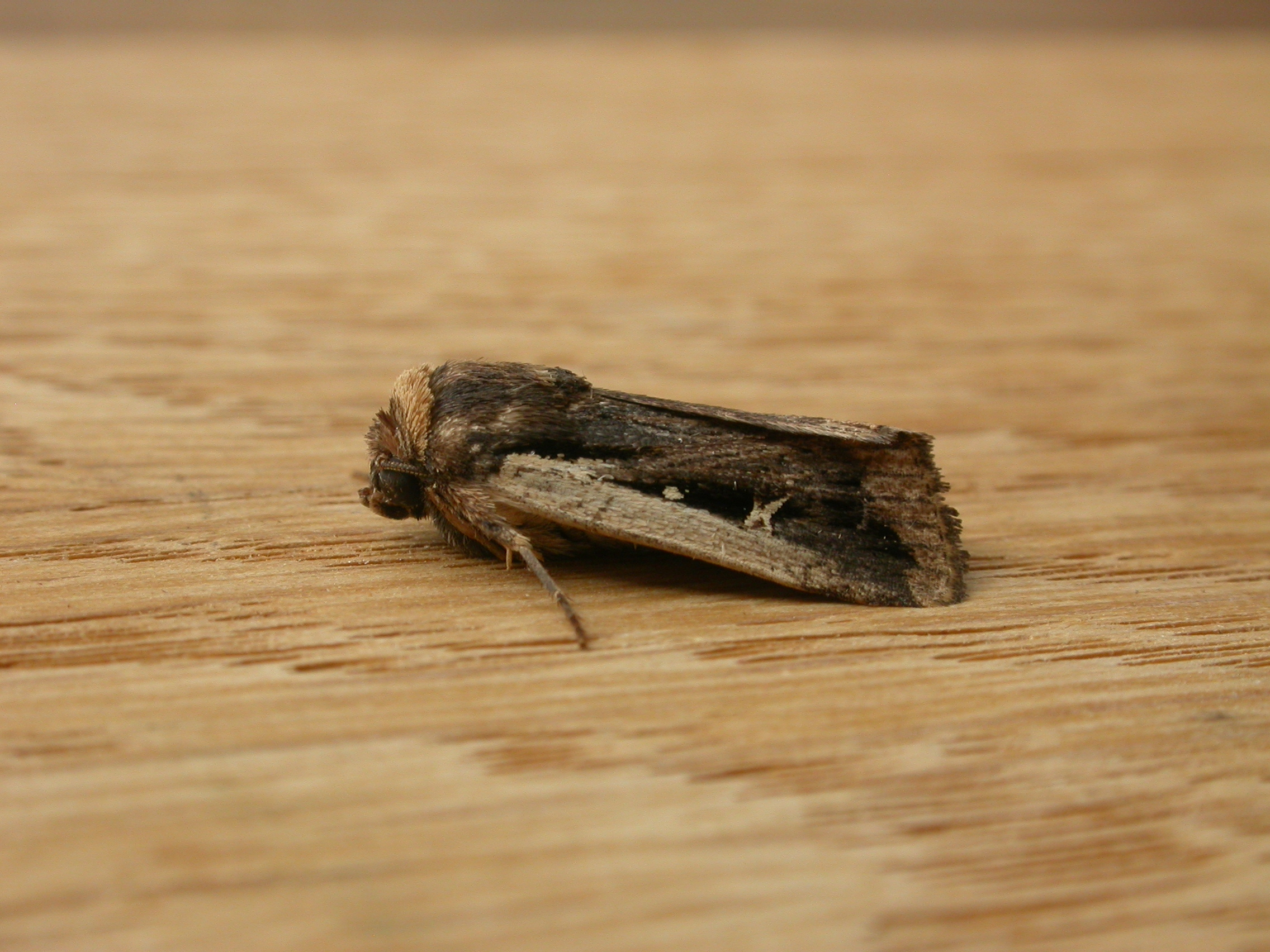